# Тоганас (Сиримський район)
Тогана́с (каз. Тоғанас) — село у складі Сиримського району Західноказахстанської області Казахстану. Адміністративний центр Шолаканкатинського сільського округу.
Населення — 374 особи (2021; 515 у 2009, 960 у 1999, 1136 у 1989).